# Wogezy (departament)
Wogezy (fr. Vosges, wymowaⓘ, ˈvoːʒ) – francuski departament, położony w regionie Grand Est. Departament oznaczony jest liczbą 88. Departament został utworzony 4 marca 1790 roku.
Według danych na rok 2010 liczba zamieszkującej departament ludności wynosi 379 724 os. (64 os./km²); powierzchnia departamentu to 5874 km². Ośrodkiem administracyjnym (prefekturą) i największym miastem departamentu jest Épinal.
W 2023 roku w skład departamentu wchodziło 507 gmin (lista).

## Miejscowości
Największe miejscowości departamentu (w nawiasach liczba ludności w 2021 roku):

- Épinal (32 285)
- Saint-Dié-des-Vosges (19 319)
- Golbey (8849)
- Thaon-les-Vosges (8513)
- Gérardmer (7833)
- Remiremont (7611)
- Neufchâteau (6580)
- Raon-l’Étape (6061)
- Rambervillers (5045)
- Vittel (4793)
- Mirecourt (4782)
- Charmes (4557)
- La Bresse (4041)
- Saint-Nabord (3993)
- Vagney (3878)
- Le Val-d’Ajol (3861)
- Saint-Étienne-lès-Remiremont (3809)
- Rupt-sur-Moselle (3497)
- Anould (3301)
- Le Thillot (3257)
- Chantraine (3177)
- Éloyes (3099)
- Cornimont (3045)
- Moyenmoutier (3037)
- Contrexéville (3019)
- Bruyères (2981)
- Fraize (2846)
- Granges-Aumontzey (2590)
- Xertigny (2579)
- Saulxures-sur-Moselotte (2510)
- Étival-Clairefontaine (2506)